# Tadashi Tokieda

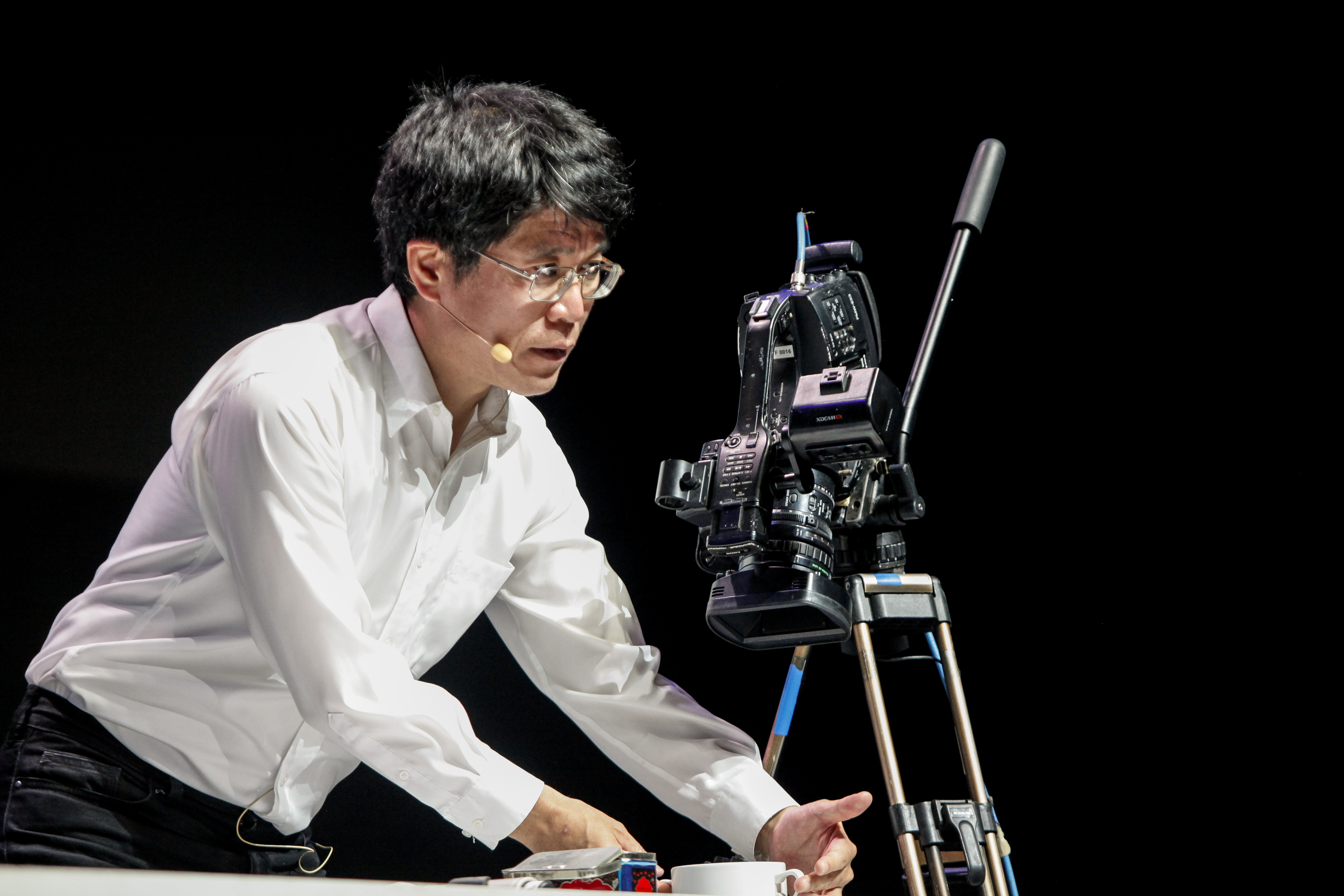
Tadashi Tokieda, 2018

Tadashi Tokieda (* 2. April 1968, japanisch 時枝 正) ist ein japanischer Mathematiker, dessen Hauptgebiet die mathematische Physik ist. Er ist Professor an der Universität Stanford, zuvor war er Director of Studies für das Fach Mathematik an der Trinity Hall, Cambridge. Verglichen mit anderen Mathematikern hatte er einen unüblichen Lebensweg: Er begann als Maler, wurde dann klassischer Philologe und wechselte schlussendlich zur Mathematik.

## Leben und Karriere
Tokieda wurde in Japan geboren und wuchs als Maler auf. Er wurde in Frankreich zum klassischen Philologen ausgebildet. Seinem persönlichen Profil zufolge brachte er sich autodidaktisch Mathematik bei.
Er graduierte im Jahr 1989 von der Jochi Universität in Tokyo im Fach klassische Philologie und 1991 erneut mit einem Bachelor an der Universität Oxford im Fach Mathematik (wo er als British Council Fellow studierte). Seinen PhD machte er an der Princeton University, sein Doktorvater war William Browder (Dissertation: Null sets of symplectic capacity).
Im Jahr 2004 wurde er zum Fellow der Trinity Hall gewählt, wo er Studiendekan im Fach Mathematik und Stephan and Thomas Körner Fellow wurde.
Er war der William and Flora Hewlett Foundation Fellow in den Jahren 2013–14 am Radcliffe Institute for Advanced Study und an der Universität Harvard.
Er sammelt, erfindet und studiert Spielzeuge, die ihm auch als Anregung für mathematische Studien dienen. Diese Spielzeuge sind häufig einfach herzustellen und er demonstriert sie in öffentlichen Vorlesungen, z. B. in der Summer Science Exhibition der Royal Society in London 2007, in Vorlesungen im Courant Institute (Holiday Lectures 2004, 2009), oder an der Sorbonne (anlässlich der Hundertjahrfeier von Henri Poincaré).
Im akademischen Jahr 2015–16 war er Poincaré-Gastprofessor an der Stanford University.
Tokieda spricht fließend Japanisch, Französisch und Englisch. Zudem hat er Kenntnisse in den Sprachen Altgriechisch, Latein, klassisches Chinesisch, Finnisch, Spanisch und Russisch. Bis jetzt hat er in mindestens acht Ländern gelebt. Er war eingeladener Sprecher auf dem Internationalen Mathematikerkongress 2018 in der Sektion Mathematikdidaktik.

## Belege
1. ↑  https://mathematics.stanford.edu/people/faculty-lecturers/
2. ↑  personal homepage (Memento vom 22. September 2016 im Internet Archive) at Trinity Hall
3. ↑  bio at the Modern Mathematics International summer school for students
4. ↑  Tokieda at the Mathematics Genealogy Project
5. ↑  homepage (Memento vom 5. Juni 2016 im Internet Archive) at Trinity Hall
6. ↑  Archivierte Kopie (Memento vom 5. Juni 2016 im Internet Archive)
7. ↑  https://www.radcliffe.harvard.edu/people/tadashi-tokieda
8. ↑  homepage (Memento vom 22. April 2016 im Internet Archive) at Stanford University
9. ↑  bio at the Modern Mathematics International summer school for students
10. ↑  Five Questions With Tadashi Tokieda. Stony Brook University, 27. Oktober 2016, abgerufen am 6. August 2022 (englisch).

| Personendaten    | Personendaten                                                             |
| ---------------- | ------------------------------------------------------------------------- |
| NAME             | Tokieda, Tadashi                                                          |
| KURZBESCHREIBUNG | japanischer Mathematiker, dessen Hauptgebiet die mathematische Physik ist |
| GEBURTSDATUM     | 2. April 1968                                                             |